# Luis Pardo
Luis Pardo (Santiago do Chile, 20 de setembro de 1882 - Santiago do Chile, 21 de fevereiro de 1935) foi um capitão de navio da Armada do Chile.

## Juventude
Pardo ingressou na Escola de Pilotos Navais do Chile em julho de 1900 e ingressou na Marinha do Chile como piloto de terceira classe em junho de 1906. Foi promovido a piloto de segunda classe em setembro de 1910 e designado para a Base Naval de Magallanes, no sul do Chile, como capitão do rebocador a vapor Yelcho.

## Resgate da tripulação de Shackleton
Durante a malfadada Expedição Transantártica Imperial, o navio Endurance de Sir Ernest Shackleton ficou preso no gelo do Mar de Weddell em janeiro de 1915. Em 27 de outubro, nove meses depois, o navio foi esmagado pelo gelo e afundou. Shackleton e sua tripulação de 27 fizeram o seu caminho a pé, trenó e botes salva-vidas à Ilha Elefante nas Ilhas Shetland do Sul, no extremo norte da Península Antártica próximo da América do Sul.

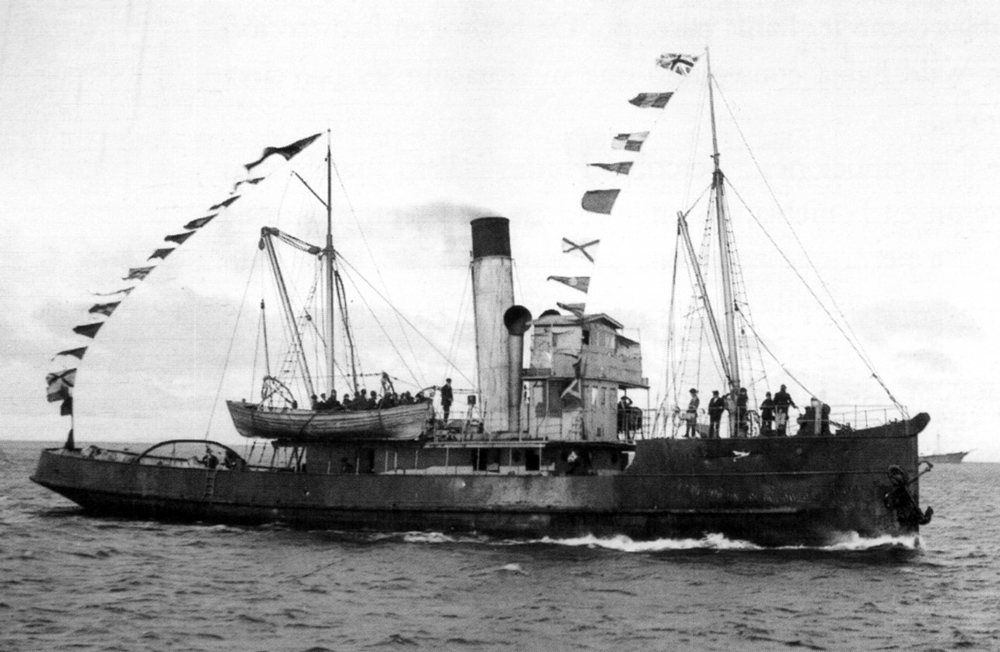
Yelcho três anos antes, c. 1913

Em 24 de abril de 1916, Shackleton e cinco de seus homens começaram uma épica viagem de barco aberto de 800 milhas (1 300 km) para a Ilha da Geórgia do Sul, deixando os 22 homens restantes para trás na Ilha Elefante enquanto ele buscava ajuda para resgatá-los. Após três tentativas inúteis usando os navios Southern Sky (emprestado pela English Whaling Co, 23-31 de maio de 1916), o navio Instituto de Pesca N ° 1 (emprestado pelo Governo do Uruguai, 10-16 de junho de 1916) e Emma (a Sealer, financiado pelo British Club, Punta Arenas, de 12 de julho a 8 de agosto de 1916) para resgatar os homens deixados na Ilha Elefante, o Yelcho - um rebocador a vapor de 36,5 metros comandado por Pardo foi autorizado pelo presidente do Chile, Juan Luis Sanfuentes, para escoltar e rebocar Emma. Quando a terceira tentativa com Emma falhou, o governo chileno decidiu enviar Yelcho sozinho, embora fosse totalmente inadequado para as condições antárticas, sem aquecimento adequado, rádio e casco duplo.
Com Shackleton a bordo, no dia 25 de agosto, Pardo partiu de Punta Arenas no Estreito de Magalhães. A essa altura, o inverno antártico estava no auge e as condições do gelo eram difíceis, o Yelcho chegou na Ilha Elefante em 30 de agosto, os 22 homens foram resgatados. Eles voltaram a Punta Arenas no dia 3 de setembro para uma recepção de herói. Pardo foi imediatamente promovido a piloto de primeira classe e recebeu várias medalhas civis e honras navais, além de crédito por dez anos de serviço por sua façanha de resgate.

## Vida posterior
Pardo se aposentou da Marinha em 1919. O governo britânico autorizou um grande prêmio em dinheiro, que ele recusou, afirmando que estava simplesmente cumprindo uma missão que lhe fora designada pela Marinha do Chile.
Em 1930, foi nomeado cônsul chileno em Liverpool, onde serviu até 1934. Ele morreu de broncopneumonia em 21 de fevereiro de 1935, aos 52 anos.

## Legado

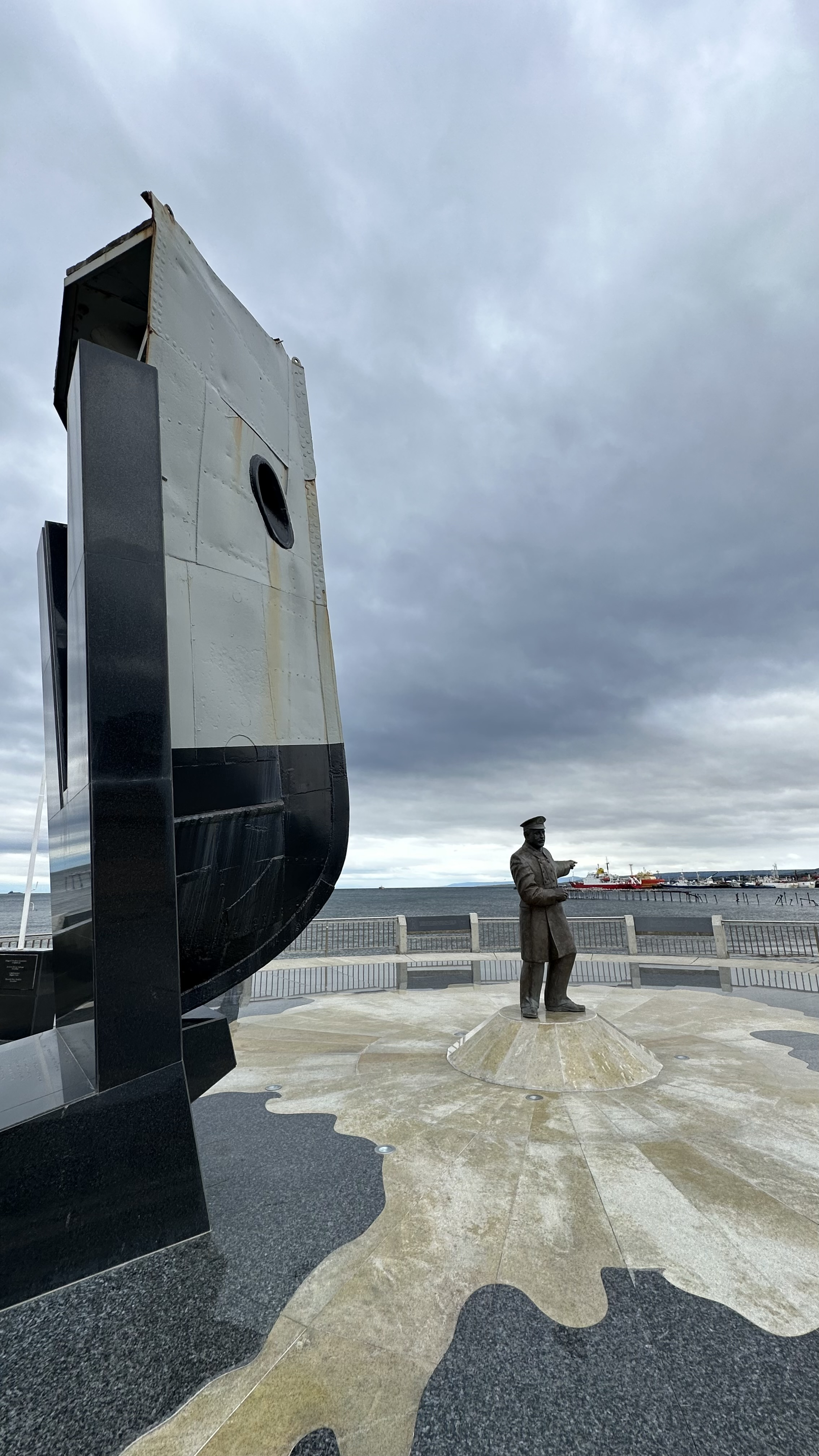
Monumento em homenagem a Pardo, em Puntas Arenas

Em 2020, foi inaugurado um monumento na orla de Punta Arenas, com uma estátua de Pardo apontando para a Antártida, junto com a proa preservada do Yelcho, o barco que salvou toda tripulação de Shackleton na Ilha Elefante. 